# Denel Land Systems
Denel Land Systems é uma divisão do grupo Denel. Anteriormente chamava-se Lyttelton Engineering Works (LIW - em africâner: Lyttelton Ingenieurswerke), uma subsidiária da rede comercial da Armscor. Tornou-se então a divisão de Sistemas do Land Systems Group da Denel. Eles são responsáveis pelo projeto e fabricação de sistemas que vão desde artilharia (como os obuseiros G5 e G6) até armas de pequeno porte, como o fuzil de assalto R4.

## Produtos

### Veículos
- Rooikat: Veículo de combate blindado 8×8 com um canhão de torre GT4  76mm;[3]
- Badger IFV: Veículo de combate de infantaria sobre rodas 8×8;
- G7: Obuseiro leve T7-52 de 105mm;
- G5: Obuseiro rebocado T6-52 de 155mm;[4]
- G6 Rhino: Obuseiro auto-propulsado T6-52 de 155mm;
- G6 Marksman: Veículo base G6 combinado com uma torre SPAAG Marksman britânica.[4]

### Torres
- MCT 12.7: Torre metralhadora 12,7mm (.50);[5]
- LCT 20: Torre com canhão GA-1 de 20mm;[5]
- LCT 30: Torre com canhão GI-30 de 30mm;[5]
- MCT 30: Torre com canhão GI-30 de 30mm;[5]
- LCT 30 ATGM: Torre com canhão GI-30 de 30mm e quatro lançadores Ingwe ATGM;[5]
- LMT 105: Torre com canhão de tanque GT7 de 105mm;[6]
- T7-52: Torre com obuseiro GT7 de 105mm;[4]
- T6-52: Torre com obuseiro Denel 155mm de 155mm;[4]
- T5-52: Torre com obuseiro Denel 155mm de 155mm montado em caminhão;[4]
- Morteiro MCT 60: Torre com morteiro M10 de 60mm;[5]
- Míssil MCT: Torre com dois lançadores Ingwe ATGM;[5]
- Vektor GA-1: Canhões para torres de 20x82mm;[7]
- Denel GI-2: Canhões para torres de 20x139mm para aplicação naval;[7]
- Denel GI 30: Canhões para torres de 30mm;[7]
- Canhão de Propósito Duplo Denel 35mm: Canhão naval de 35mm de sistema de armas de defesa próxima;
- Denel GT4: Canhão raiado para torres;
- Denel GT7: Canhão leve para torres;
- Obuseiro Denel 155mm: Canhão pesado para torres.

### Morteiros
- Morteiro M10: Morteiro para torres de 60mm;[8]
- M4 60: Morteiro comando de 60mm;[4]
- M6 60: Morteiro de 60mm;[4]
- M8 81: Morteiro de 81mm.[4]

### Armas portáteis
- Vektor SP1: Pistola semiautomática de 9mm;
- Vektor R1/R2/R3: Fuzil de batalha de 7,62mm;
- Vektor R4/R5/R6: Fuzil de assalto de 5,56mm;
- Vektor CR-21: Fuzil de assalto bullpup (apenas protótipo) de 5,56mm;
- Vektor Mini-SS: Metralhadora leve de 5,56mm;
- Vektor Mini-SS Compact: Metralhadora leve compacta de 5,56mm;[4]
- Vektor SS-77: Metralhadora média de 5,56mm;
- Vektor DMG-5: Metralhadora média de 5,56mm;[4]
- Denel NTW-20: Fuzil antimaterial de 14,5x114mm, 20x110mm, 20x82mm;[5]
- Denel Y3 AGL: Lança-granadas automático de 40x53mm.[5]